# Liste der Nummer-eins-Hits in Japan (1976)
Die Liste der japanischen Nummer-eins-Hits enthält die Daten vom 1. Januar bis zum 31. Dezember 1976. Die letzte Woche im Jahr fällt mit der ersten Woche des neuen Jahres zusammen. Angegeben sind die Verkaufszahlen der jeweiligen Nummer eins in ihrer Woche. Alle Angaben basieren auf den offiziellen japanischen Charts von Oricon.

## Singles
| ← 1975 ← | Liste der Nummer-eins-Hits in Japan | Liste der Nummer-eins-Hits in Japan | Liste der Nummer-eins-Hits in Japan | 1977 →                    |
| \| Zeitraum \| Wo. ges. \| Interpret \| Titel Autor(en) \| Zusätzliche Informationen \| \| (Zeitraum, Wochen auf Platz eins, Interpret, Titel, Autor[en], zusätzliche Informationen) \| \| \| \| \| \| ----------------------------------------------------------------------------------------- \| -------- \| --------------- \| --------------------- \| ------------------------- \| \| 22. Dezember 1975 – 11. Januar 1976 3 Wochen \| 3 \| Yumi Arai \| Ano Hi ni Kaeritai \| – \| \| 12. Januar 1976 – 21. März 1976 10 Wochen \| 10 \| Masato Shimon \| Oyoge! Taiyaki-kun \| – \| \| 22. März 1976 – 4. Juli 1976 15 Wochen \| 15 \| Daniel Boone \| Beautiful Sunday \| – \| \| 5. Juli 1976 – 22. August 1976 7 Wochen \| 7 \| Momoe Yamaguchi \| Yokosuka Story \| – \| \| 23. August 1976 – 3. Oktober 1976 6 Wochen \| 6 \| Teruhiko Aoi \| Anata Dake wo \| – \| \| 4. Oktober 1976 – 7. November 1976 5 Wochen \| 5 \| Momoe Yamaguchi \| Pearl Color ni Yurete \| – \| \| 8. November 1976 – 14. November 1976 1 Woche \| 1 \| Akira Fuse \| Ochiba ga Yuki ni \| – \| \| 15. November 1976 – 5. Dezember 1976 3 Wochen (insgesamt 4) \| 4 \| Naoko Ken \| Abayo \| – \| \| 6. Dezember 1976 – 12. Dezember 1976 1 Woche (insgesamt 5) \| 5 \| Harumi Miyako \| Kita no Yadokara \| – \| \| 13. Dezember 1976 – 19. Dezember 1976 1 Woche (insgesamt 4) \| 4 \| Naoko Ken \| Abayo \| – \| \| 20. Dezember 1976 – 16. Januar 1977 4 Wochen (insgesamt 5) \| 5 \| Harumi Miyako \| Kita no Yadokara \| – \| |                                     |                                     |                                     |                           |
| ← 1975 |                                     |                                     |                                     | → 1977 →                  |
| Zeitraum | Wo. ges.                            | Interpret                           | Titel Autor(en)                     | Zusätzliche Informationen |
| (Zeitraum, Wochen auf Platz eins, Interpret, Titel, Autor[en], zusätzliche Informationen) |                                     |                                     |                                     |                           |
| 22. Dezember 1975 – 11. Januar 1976 3 Wochen | 3                                   | Yumi Arai                           | Ano Hi ni Kaeritai                  | –                         |
| 12. Januar 1976 – 21. März 1976 10 Wochen | 10                                  | Masato Shimon                       | Oyoge! Taiyaki-kun                  | –                         |
| 22. März 1976 – 4. Juli 1976 15 Wochen | 15                                  | Daniel Boone                        | Beautiful Sunday                    | –                         |
| 5. Juli 1976 – 22. August 1976 7 Wochen | 7                                   | Momoe Yamaguchi                     | Yokosuka Story                      | –                         |
| 23. August 1976 – 3. Oktober 1976 6 Wochen | 6                                   | Teruhiko Aoi                        | Anata Dake wo                       | –                         |
| 4. Oktober 1976 – 7. November 1976 5 Wochen | 5                                   | Momoe Yamaguchi                     | Pearl Color ni Yurete               | –                         |
| 8. November 1976 – 14. November 1976 1 Woche | 1                                   | Akira Fuse                          | Ochiba ga Yuki ni                   | –                         |
| 15. November 1976 – 5. Dezember 1976 3 Wochen (insgesamt 4) | 4                                   | Naoko Ken                           | Abayo                               | –                         |
| 6. Dezember 1976 – 12. Dezember 1976 1 Woche (insgesamt 5) | 5                                   | Harumi Miyako                       | Kita no Yadokara                    | –                         |
| 13. Dezember 1976 – 19. Dezember 1976 1 Woche (insgesamt 4) | 4                                   | Naoko Ken                           | Abayo                               | –                         |
| 20. Dezember 1976 – 16. Januar 1977 4 Wochen (insgesamt 5) | 5                                   | Harumi Miyako                       | Kita no Yadokara                    | –                         |